# 인공지능 냉전
인공지능 냉전 또는 AI 냉전은 미국과 중화인민공화국 간의 지정학적 긴장이 핵 능력이나 이념 영역이 아닌 인공지능 기술 영역에서 벌어지는 제2차 냉전으로 이어진다는 서사이다. AI 냉전 서사의 맥락은 미국과 중국이 AI 기술을 사용하여 군사력을 증강하고 이러한 능력을 구동하는 점점 더 발전된 반도체를 사용하는 것을 포함하는 AI 군비 경쟁이다.
신미국안보센터의 2019년 2월 출판물에 따르면, 중국공산당 중앙위원회 총서기 시진핑은 AI 기술의 선두에 서는 것이 중국의 세계 군사 및 경제력 경쟁의 미래에 중요하다고 믿는다.

## 용어의 유래
AI 냉전이라는 용어는 2018년 와이어드 잡지에 실린 니콜라스 톰슨과 이언 브레머의 기사에서 처음 등장했다. 두 저자는 AI 냉전 서사의 등장을 2017년 중국이 2030년까지 AI 분야에서 세계적인 선두 주자가 되려는 전략을 포함한 AI 개발 계획을 발표한 시점으로 거슬러 올라간다. 저자들은 중국이 AI를 사용하여 권위주의(전체주의) 통치를 강화하고 있음을 인정하면서도, 미국이 AI 냉전 전략에 참여하는 것의 위험성에 대해 경고한다. 톰슨과 브레머는 오히려 AI의 개인 정보 보호 및 윤리적 사용에 대한 글로벌 표준을 장려하기 위해 미국과 중국 간의 기술 협력을 옹호한다.
와이어드 잡지에 기사가 실린 직후, 전 미국 재무장관인 행크 폴슨은 미국과 중국 사이에 '경제적 철의 장막'이 출현했다고 언급하며 새로운 AI 냉전 서사를 강화했다.

## AI 냉전 서사 지지자
폴리티코는 AI 냉전 서사 강화에 기여했다. 2020년, 이 신문은 중국의 AI 역량이 증가하고 있기 때문에 미국과 다른 민주주의 국가들이 중국보다 앞서나가기 위해 동맹을 형성해야 한다고 주장했다.
전 구글 최고 경영자 에릭 슈밋은 그레이엄 앨리슨과 함께 프로젝트 신디케이트의 기사에서 코로나19 범유행 상황에서 중국의 AI 역량이 대부분의 중요한 분야에서 미국보다 앞서 있다고 주장했다.
미국으로 이민 온 과학자들은 미국의 AI 기술 개발에 큰 역할을 한다. 이들 중 다수는 중국에서 교육을 받았으며, 이는 양국 관계 악화 속에서 국가 안보 우려에 대한 논쟁을 촉발했다.
정책 및 기술 전문가들은 주로 중국과 관련될 수 있는 AI의 비윤리적인 사용에 대한 우려를 지적했다. 따라서 윤리는 다가오는 AI 냉전에서 주요한 이념적 분열을 구성할 것이다.
공급망 붕괴 및 전 세계 반도체 부족에 대한 우려는 반도체 생산에서 대만의 중요한 역할과 관련이 있다. 전 세계 반도체의 70%가 대만에서 생산되거나 대만을 통해 이동하며, 세계 최대 칩 제조업체인 TSMC가 본사를 두고 있다. 중화인민공화국은 대만의 주권을 인정하지 않으며, 미국이 중화인민공화국에 반도체를 판매하는 기업에 부과한 무역 제한은 과거 TSMC와 화웨이 간의 상업적 관계를 방해했다.

## AI 냉전에 대한 반응

### AI 냉전 서사의 타당성 검토
학자들과 관찰자들은 AI 냉전 서사의 타당성과 건전성에 대한 우려를 표명했다.
데니즈 가르지아는 네이처에 AI 냉전 서사가 AI 윤리에 대한 글로벌 규칙을 확립하려는 미국의 노력을 약화시킬 것이라고 우려를 표명했다.
연구자들은 MIT 테크놀로지 리뷰에서 소위 AI 냉전의 위협으로 인한 과학 분야의 국제 협력 붕괴가 발전에 해로울 것이라고 경고했다. 또한, AI 냉전 서사는 공급망 계획 및 AI 확산을 포함한 더 많은 영역에 영향을 미친다. 따라서 AI 냉전 서사의 확산은 비용이 많이 들고 파괴적이며 기존 긴장을 악화시킬 수 있다.

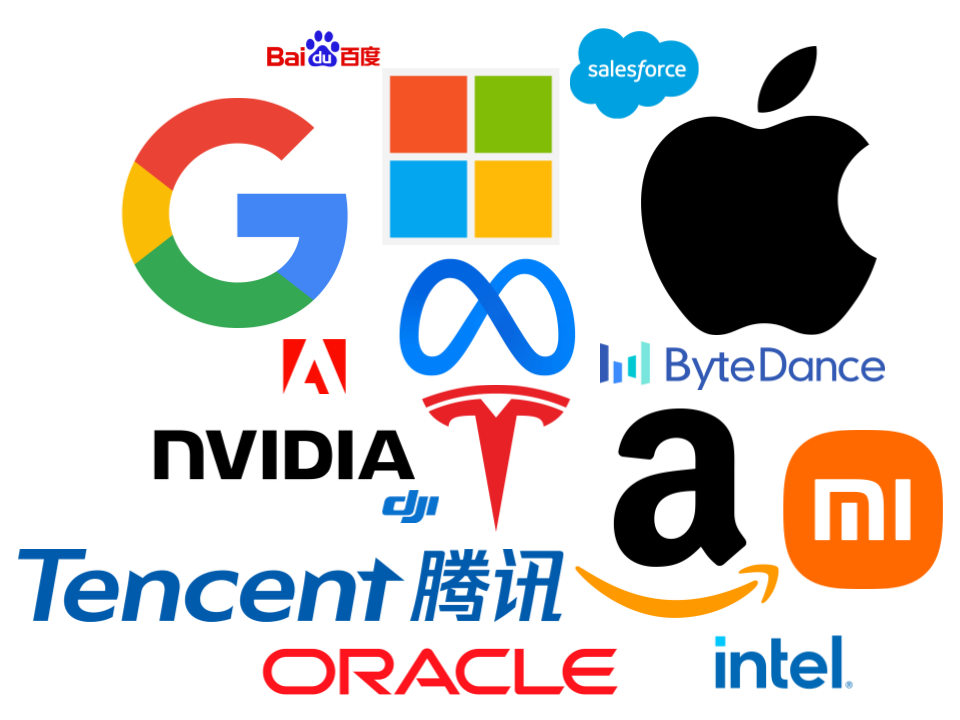
빅테크 기업들은 AI 냉전 서사를 주장하는 데 상업적 이익을 가질 수 있다.

조애나 브라이슨과 헬레나 말리코바는 기술 기업들이 미국과 유럽 연합에서 AI에 대한 규제 완화를 로비하는 상황에서 빅테크가 AI 냉전 서사를 홍보할 잠재적 이익을 가지고 있음을 지적했다. 다른 국가들의 기존 AI 역량에 대한 사실적 평가는 AI 냉전 서사가 묘사하는 것보다 덜 이분법적인 현실을 보여준다.
AI 냉전은 서사로 시작했지만, 기업 이익뿐만 아니라 다양한 국가 안보 부서의 기존 이익 때문에 자기실현적 예언으로 변모하여 군비 경쟁을 부추길 수 있다.
사이버 역량과 관련하여 국제전략문제연구소는 2021년 6월에 중국의 온라인 역량이 과장되었으며, 중국의 사이버 역량은 주로 지속적인 안보 문제로 인해 미국보다 최소 10년 뒤떨어져 있다고 주장하는 연구를 발표했다.

### 중국과의 무역 제한
미국 정치인들과 유럽 산업계 관계자들은 중국 국가 주도 감시 산업에 대한 우려 때문에 유럽 공공 기관의 화웨이 5G 기술 조달 금지 이유로 임박한 AI 냉전을 언급했다.
2019년, 도널드 트럼프 1기 행정부는 네덜란드 정부에 로비를 성공하여 네덜란드 기반 회사인 ASML이 중국으로 장비를 수출하는 것을 중단시켰다.
ASML은 TSMC와 인텔을 포함한 반도체 생산자들이 최첨단 마이크로칩을 생산하는 데 사용하는 극자외선 리소그래피 시스템이라는 기계를 제조한다.
조 바이든 행정부는 트럼프 행정부와 같은 조치를 취했으며, 국가 안보 우려를 이유로 네덜란드에 ASML의 중국 판매를 제한할 것을 요청했다.
트럼프 행정부가 부과한 무역 제한은 중국에서 미국으로의 반도체 수입에 영향을 미쳤으며 AI 냉전 발생 시 공급망이 붕괴될 것이라는 미국 산업계의 우려를 불러일으켰다. 이로 인해 미국 기술 기업들은 반도체를 비축하고 정부 보조금 지원을 받아 현지 반도체 생산 시설을 구축하려는 등 완화 전략을 개발하게 되었다.

### 산업 정책 이니셔티브

#### 미국
2021년 6월, 미국 상원은 미국 기술 및 제조 산업에 약 2,500억 달러의 공적 자금 지원을 제공하는 미국 혁신 경쟁법을 승인했다. 기술 분야의 중국 위협은 새로운 법안에 대한 강력한 초당적 지지를 확보하는 데 도움이 되었으며, 이는 수십 년 만에 미국에서 가장 큰 산업 정책 움직임에 해당한다. 중국 당국은 이 법안이 "냉전 제로섬 사고로 가득 차 있다"고 미국을 비난했다.

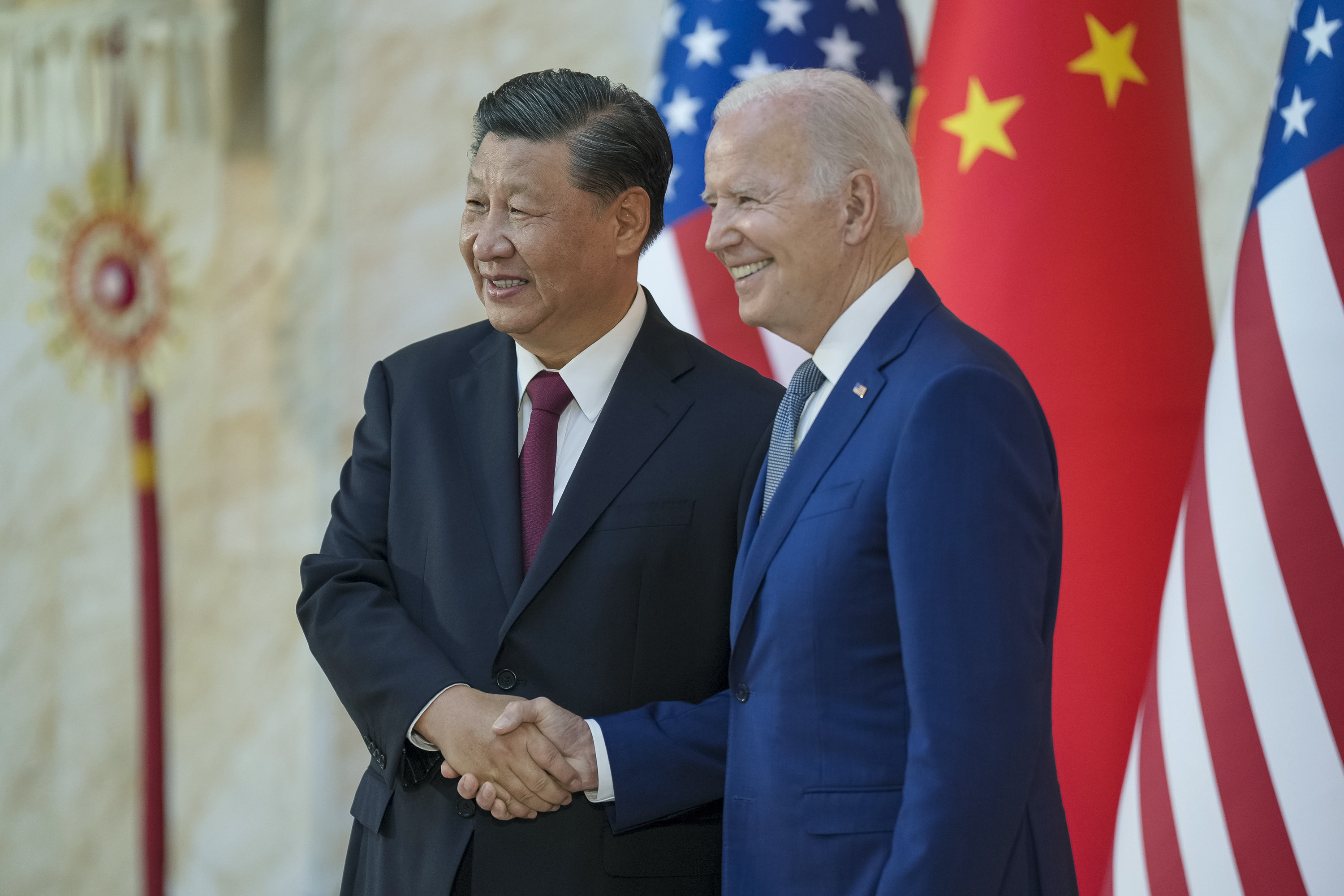
2022년 미국 대통령 조 바이든과 중국공산당 총서기 시진핑의 회담

이 법안은 양자 컴퓨팅 및 AI와 같은 기술 분야의 역량을 강화하여 시급하다고 인식되는 중국의 경쟁 위협에 대처하는 것을 목표로 한다. 상원 다수당 원내대표이자 산업 정책 법안 발의자 중 한 명인 척 슈머 상원의원은 "글로벌 경제 리더십의 지위를 차지하고 혁신을 소유하려는" 권위주의 정권의 위협을 언급했다.
2022년, 미국 혁신 경쟁법은 개정되어 반도체 및 과학법이 되었고, 2,800억 달러의 지출이 계획되었으며, 이 중 530억 달러는 반도체 제조 보조금으로 직접 할당되었다.
논평가들은 인지된 경쟁에서 중국과 경쟁하려는 미국의 시도가 혁신에 긍정적인 영향을 미칠 수 있다고 언급했다.
미국 CHIPS 법의 주요 수혜자 중에는 반도체 생산 기업인 인텔, TSMC, 마이크론 테크놀로지가 있다.

#### 유럽 반도체법
2022년 2월, 유럽 연합은 자체적인 유럽 반도체법 이니셔티브를 발표했다. 이 이니셔티브의 배경은 유럽의 전략적 자율성 목표이다. 유럽 연합의 이니셔티브는 유럽 내 반도체 제조를 장려하기 위해 300억 유로의 보조금을 제시한다. 미국 기업인 인텔은 이 이니셔티브의 수혜자 중 하나이다.
미국과 유럽의 반도체법은 보호무역주의와 보조금 "바닥으로의 경쟁" 위험에 대한 우려를 제기한다.

### 새로운 세계 질서
헤만트 타네자와 파리드 자카리아에 따르면 AI 냉전은 지정학에서 새로운 세계 질서를 예고한다. 이 새로운 세계 질서는 미국이 지배하던 단극 체제에서 벗어난 것이다. 이는 중국과 미국이 운영하는 두 개의 병렬 디지털 생태계가 존재하는 것이 특징이다.
성공하기 위해서는 스스로를 민주주의 국가로 여기는 국가들이 재세계화라고 불리는 과정에서 자신들의 기술 생태계를 미국의 그것과 일치시켜야 한다.

## 같이 보기
- 미국-중국 무역 전쟁
- 콘드라티예프 파동
- 반도체 및 과학법
- 유럽 반도체법
- 인공지능에 관한 글로벌 파트너십
- AI에 관한 파트너십
- AI 민족주의